# Valleseco
Valleseco, Las Palmas település Spanyolországban, Las Palmas tartományban. Valleseco Firgas, Teror, Vega de San Mateo, Tejeda, Artenara és Moya községekkel határos. Lakosainak száma 3741 fő (2024).

## Népesség
A település népessége az elmúlt években az alábbi módon változott:
| Lakosok száma | 4024 | 4082 | 4019 | 3968 | 3903 | 3886 | 3810 | 3749 | 3750 | 3741 |
|               | 2001 | 2004 | 2007 | 2009 | 2012 | 2014 | 2017 | 2019 | 2022 | 2024 |